# Ulica Floriańska w Krakowie
 Ulica Floriańska  (dawniej też  platea Sancti Floriani, czyli ulica Świętego Floriana, także ulica Tworzyjańska) – ulica w Krakowie, w dzielnicy I Stare Miasto, na Starym Mieście. Biegnie od północno-wschodniego narożnika Rynku Głównego do Bramy Floriańskiej i ma 335 m długości. Nazwa pochodzi od Bramy Floriańskiej, która zamyka od północy perspektywę ulicy i prowadzi w kierunku kościoła św. Floriana. Ulica ta stanowi część Drogi Królewskiej w Krakowie.
Ulica Floriańska jest pierwszym elementem dawnego traktu na północ. Jej zasadniczym przedłużeniem jest plac Jana Matejki, a za nim ulica Warszawska.

## Historia
Ulica została wytyczona już na planie lokacyjnym w 1257 i jej nazwa nie zmieniła się przez ponad 700 lat, zmieniały się natomiast domy przy niej stojące. Początkowo były gotyckie, później przebudowano je w stylu innych epok: renesansu, baroku itd. Ponad 20 kamienic przy ul. Floriańskiej wyróżnia się bogactwem architektury i wystroju wnętrz. Podczas prac remontowych robotnicy budowlani, odnawiając wnętrza kamienic, natrafiają na zamurowane portale, polichromowane stropy, zasypane gruzem gotyckie piwnice. Zabiegi konserwatorskie przywracają dawny wygląd starym kamienicom.
W 1330 r. było już przy ul. Floriańskiej co najmniej 10 domów, zaś pod koniec XV w. większość jej zabudowy była już murowana. Początkowo zabudowa ulicy miała charakter w przeważającej części mieszkalny. Tutejsze domy należały zazwyczaj do zamożnych warstw mieszczaństwa, a także szlachty. Od końca XVIII wieku powstawały przy ul. Floriańskiej liczne domy zajezdne i hotele, restauracje i muzea, stopniowo wypierające tradycyjną funkcję mieszkalną. W 1882 r. uruchomiono na ul. Floriańskiej linię tramwaju konnego przekształconą następnie (w 1901) w linię elektryczną (istniejącą do 27 czerwca 1952).

## Niektóre kamienice
Nr 1. Kamienica „Pod Murzynami” – niegdyś zwana także „Pod Etiopy”. gdyż taką właśnie nazwę nosiła mieszcząca się tu na początku XVI w. apteka. Pierwsze, narożne piętro wspiera pochodząca z XVI w. płaskorzeźba przedstawiająca dwóch Murzynów. To tą kamienicą zachwycał się Konstanty Ildefons Gałczyński w wierszu „Zaczarowana dorożka” ...Przystanęliśmy pod domem „Pod Murzynami” (ach, dużo bym dał za ten dom).... Po pożarze w 1821 kamienica została odbudowana i wtedy dodano trzecie piętro połączone z całością.
Nr 2. Kamienica Margrabska – jest to narożna kamienica.
Nr 3. Kamienica Korlansowska – ma polichromie Michała Stachowicza z drugiej połowy XVIII w. Kamienica powstała już w XIV w. co potwierdzają badania archeologiczne. W 1544 r. jej właścicielem był Marcin Siennik, botanik, tłumacz, rajca i lekarz Zygmunta Augusta. W 1821 r. dom podwyższono o III piętro, a elewacji nadano kształt klasycystyczny. Manierystyczny portal przypisuje się Janowi Michałowiczowi z Urzędowa.
Nr 4. Kamienica Pernusowska – o rodowodzie średniowiecznym, swój obecny wygląd zawdzięcza przebudowie z początku XX wieku.
Nr 5. Kamienica Wanzamowska – miała wielu właścicieli: Włochów, Niemców, Polaków. Wśród nich byli także Gutterowie, którzy po otrzymaniu szlachectwa zmienili nazwisko na Dobrodziejscy. Mimo że kamienica była wielokrotnie przebudowywana przy wejściu zachował się późnogotycki, kamienny portal.
Nr 6. Kamienica Pod Okiem Opatrzności – nazwa pochodzi od jej godła, została zbudowana w 1836 r. na miejscu zawalonej w XVIII w.
Nr 7. Kamienica Pod Matką Boską – ma wczesnorenesansowe godło, sień i wiele obramień renesansowych, podobnych do wawelskich. Na fasadzie, we wnęce, na wysokości I piętra, znajduje się renesansowa Madonna, stąd nazwa kamienicy.
Nr 8. Kamienica Dawidowska – w XVI w. jej właścicielem był kupiec Dawid Rottermell. Została zbudowana w XV w. później była wielokrotnie przebudowywana, a swój obecny wygląd uzyskała w 1908 roku.
Nr 9. Kamienica Nagotowska – w XVI w. należała do Adama Nagothy’ego, autora spisu broni cechowej, przechowywanej w poszczególnych basztach miejskich i od jego nazwiska pochodzi jej nazwa. Do dziś zachowało się jej wnętrze, pełne renesansowych, malowanych stropów, polichromii i portali.
Nr 10. Kamienica Barszczowska – swymi początkami sięga aż do XIV w. Od 1636 r. należała do Wawrzyńca Barszcza i stąd jej nazwa. Na wysokości I piętra elewacji znajduje się figurka św. Józefa.
Nr 11. Kamienica „Pod Aniołkiem” – na jej fasadzie znajduje się płaskorzeźba anioła, zdobi ją też attyka. Wewnątrz znajdują się gotyckie i renesansowe kasetonowe stropy, portale, szafy w ścianach, polichromie i wielkie piwnice. W kamienicy tej w 1837 r. urodził się komediopisarz Michał Bałucki.
Nr 12. Kamienica Cyrusowska – pochodzi z XVII wieku. W 2009 roku została odrestaurowana.
Nr 13. Kamienica „Amendzińska” – należała kiedyś do dzierżawcy olkuskich kopalń srebra – Amandiego. Kamienica ma attykę neoklasyczną, ale stropy wewnątrz są renesansowe. Wewnątrz również znajduje się kolumna renesansowa z roku 1508 oraz XVI-wieczny gotycko-renesansowy kominek.
Nr 14. Hotel Pod Różą – obecna nazwa pochodzi z końca XIX w. Ze znanych osobistości mieszkali tu m.in.: Ferenc Liszt, car Aleksander I, wielki książę Konstanty Pawłowicz. Wejście do hotelu zdobi wykonany z piaskowca portal kolumnowy z ok. 1550 r. z łacińską sentencją „STET DOMUS HAEC, DONES FLUCTUS FORMICA MARINOS EBIBET ET TOTUM TESTUDO PERAMBULET ORBEM”, która po polsku brzmi: „Niech dom ten przetrwa w tak odległe lata, dopóki mrówka morza nie wypije, a żółw całego nie obieży świata”. W gotyckich piwnicach hotelowych odkryto mur z XIII w. W końcu XVI w. kamienica należała do Prospera Provano – założyciela pierwszej polskiej poczty w Krakowie.
Nr 15. Kamienica Pod Wiewiórką – mieściła się tu drukarnia Piotrkowczyków, która rozpoczęła działalność w roku 1578 i przetrwała do 1674 r., kiedy została darowana Akademii Krakowskiej z przeznaczeniem na drukarnię akademicką. W kamienicy tej mieszkał również Rafał Józef Czerwiakowski – lekarz, profesor uniwersytetu. W 1989 r. na fasadzie budynku umieszczono tablicę z napisem: „Tu żył i zmarł Rafał Józef Czerwiakowski 1743–1816, ojciec chirurgii polskiej”.
Nr 17. Kamienica Molendowska – pierwszym znanym z nazwiska właścicielem był Krzysztof Trecjusz, sekretarz królewski (na dworze Stefana Batorego) i przewodniczący gminy kalwińskiej. W XVI wieku pani Kotlicka prowadziła w pięknych gotyckich piwnicach znaną winiarnię (i pewno zajazd). Od połowy XVII w. przez sto lat kamienica należała do rodziny Molendów, pasamoników. Z końcem XIX wieku właścicielem stał się Anastazy Froncz, znany kupiec krakowski i automobilista. Jemu kamienica zawdzięcza współczesny wygląd (elewacje i tympanon od Floriańskiej) oraz wiele istotnych zmian wewnątrz. Po jego śmierci w 1940 roku, kamienica przechodzi w ręce licznych spadkobierców i podupada. Od 1997 roku ponownie w rękach jednego właściciela, który prowadzi pensjonat TRECIUS.
Nr 18. Kamienica Westfalewiczów – powstała w latach 30. XIX wieku w wyniku scalenia dwóch średniowiecznych domów. W XIX w. znajdowała się w tej kamienicy redakcja i drukarnia „Gazety Krakowskiej”. Do 2016 roku miała tu siedzibę galeria sztuki współczesnej (Galeria Pauza).
Nr 21. Kamienica Pinkarusowska
Nr 22. Kamienica Pod Barankiem – zbudowana została w XV wieku, swój obecny wygląd zawdzięcza przebudowie w 1880 roku.
Nr 24. Kamienica Podedzwony – nad wejściem do niej znajduje się godło – trzy dzwony. W 1510 r. kamienica ta była własnością odlewnika Marcina Kannegisera, później przez wiele lat mieszkali tu konwisarze, odlewnicy, ślusarze, kotlarze. Na początku XIX w. kamienica zmieniła właściciela przez licytację. Kupił ją Józef Weiss, który w 1830 r. odnowił ją, a na znak, że teraz mieszka tu kupiec win – otoczył dzwony w godle obramieniem z winogron, liści i kotwic, a na samych dzwonach dał datę 1830 i monogram.
Nr 25. Kamienica Pod Świętą Teklą – zbudowana na przełomie XIV i XV wieku, odrestaurowana w latach 1984–1989, obecnie mieści siedzibę Muzeum Farmacji Collegium Medicum Uniwersytetu Jagiellońskiego.
Nr 26. Kamienica posiada (między dwiema potężnymi szkarpami) portal z unikatowym w Krakowie trójkątnym przyczółkiem w górnej części.
Nr 34. W tej kamienicy urodził się Wojciech Stattler – profesor Krakowskiej Szkoły Malarskiej, nauczyciel Jana Matejki, przyjaciel Adama Mickiewicza i Juliusza Słowackiego. Znajduje się w niej Galeria Sztuki Współczesnej.
Nr 37. W tej kamienicy Henryk Frist założył pod koniec XIX wieku (w 1882 lub w 1885) Salon Malarzy Polskich. Sprzedawano tu obrazy, a także ich reprodukcje ścienne i na kartkach pocztowych. Salon później przejęli i prowadzili jego synowie, doktorzy praw Juliusz i Józef Fristowie.
Nr 38. Kamienica Głowińska – mieszcząca współcześnie hotel „Floryan”.
Nr 41.„Dom Jana Matejki” – kamienica ta została zbudowana w XVI w. i po niewielkich zmianach i nadbudowach II i III piętra na przełomie XVII i XVIII w. oraz w XIX w. dotrwała do naszych czasów. W 1794 r. stała się własnością krakowskiej rodziny Rossbergów, z której pochodziła matka Jana Matejki – Joanna Karolina. Tu urodził się, żył, tworzył i umarł polski malarz historyczny Jan Matejko. Gdy został właścicielem tej kamienicy, zaprojektował wspólnie z architektem Tomaszem Prylińskim w 1872 r. nową fasadę domu. 2 września 1880 r. cesarz Franciszek Józef odwiedził Jana Matejkę w jego tutejszej pracowni. Cesarzowi towarzyszyli namiestnik Andrzej Potocki i prezydent Krakowa Mikołaj Zyblikiewicz. Wizytę tę sportretował na akwareli Juliusz Kossak. Po śmierci Matejki, przyjaciele mistrza wykupili kamienicę i urządzili w niej muzeum pamiątek po artyście. W roku 1904 stało się oddziałem Muzeum Narodowego.
Nr 42. Kamienica „Pod Białym Orłem” – obecnie mieści się tu „Hotel Polski”. Kamienica ta należała na początku do Macieja Kossowicza, który wydzierżawił ją w 1825 r. Franciszkowi Staniszewskiemu z przeznaczeniem na oberżę. Staniszewski wkrótce kamienicę zakupił i urządził w niej wzorowy zajazd. W XIX w. zajazd został rozbudowany wzdłuż murów w stronę ulicy św. Jana i zmienił nazwę na „Hotel Polski”. W kamienicy tej 5 lutego 1879 został aresztowany Ludwik Waryński, twórca pierwszej polskiej partii rewolucyjnej „Proletariat”.
Nr 45. Kamienica Bełzińska, w której znajduje się cukiernia „Jama Michalika”. Założona przez lwowskiego cukiernika Jana Michalika, stała się w pierwszych latach XX w. siedzibą artystycznego kabaretu „Zielony Balonik”.

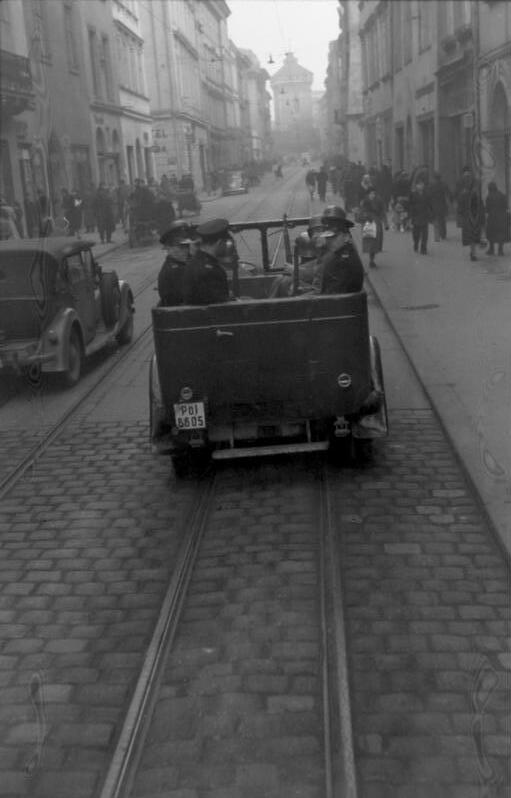
Ulica Floriańska, styczeń 1941.
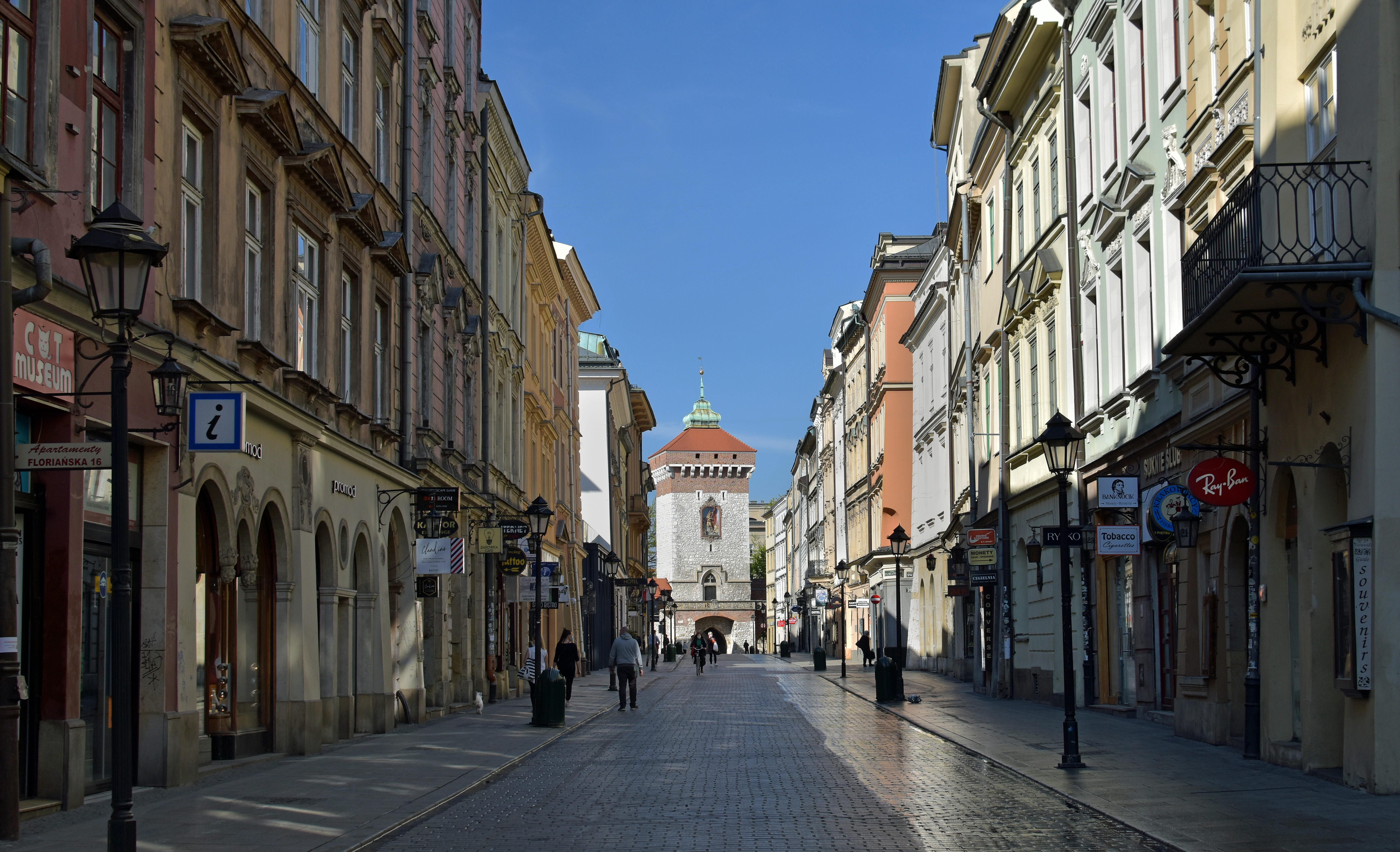
Ulica Floriańska, kwiecień 2020.
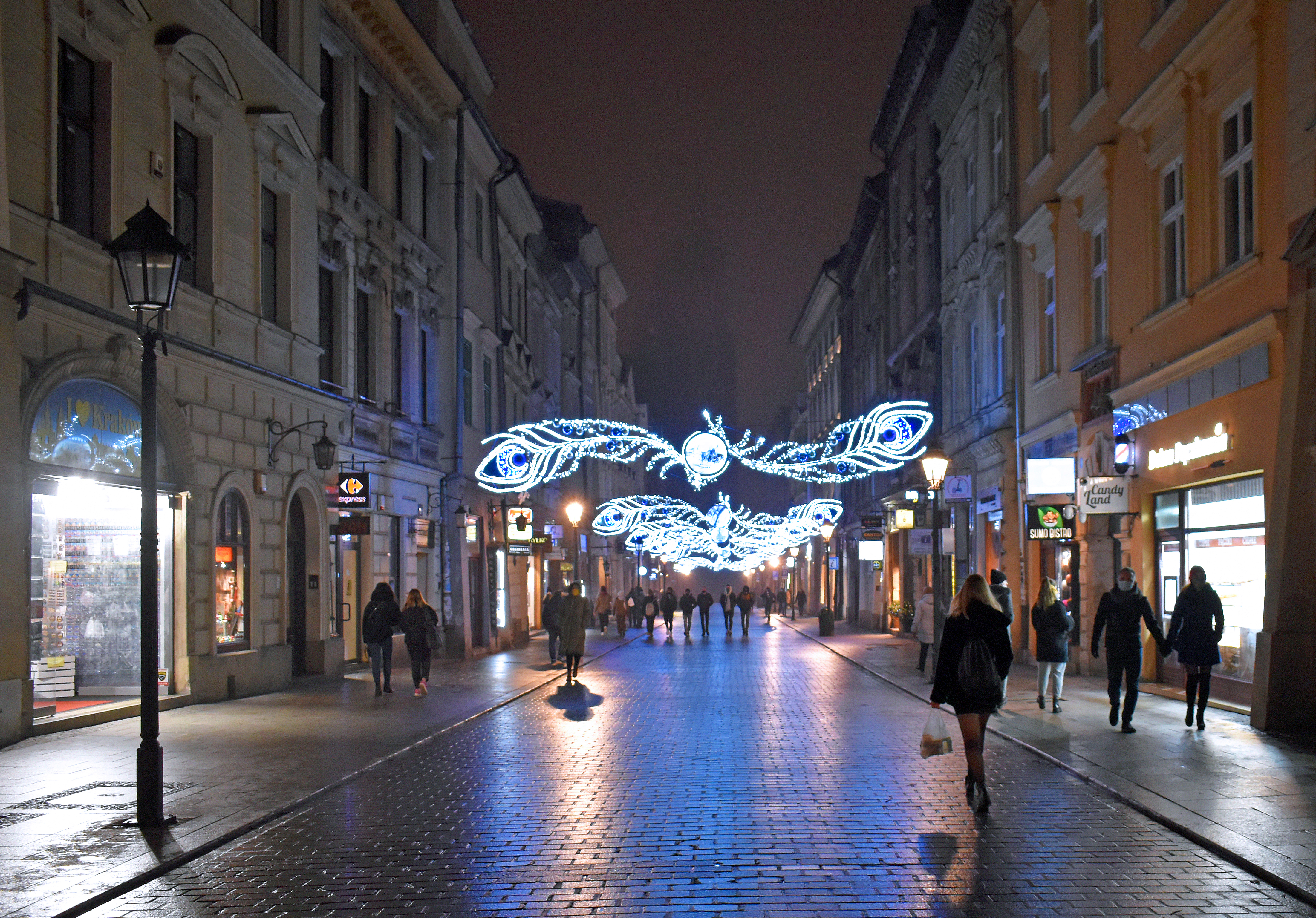
Dekoracja świąteczna ulicy, rok 2020.
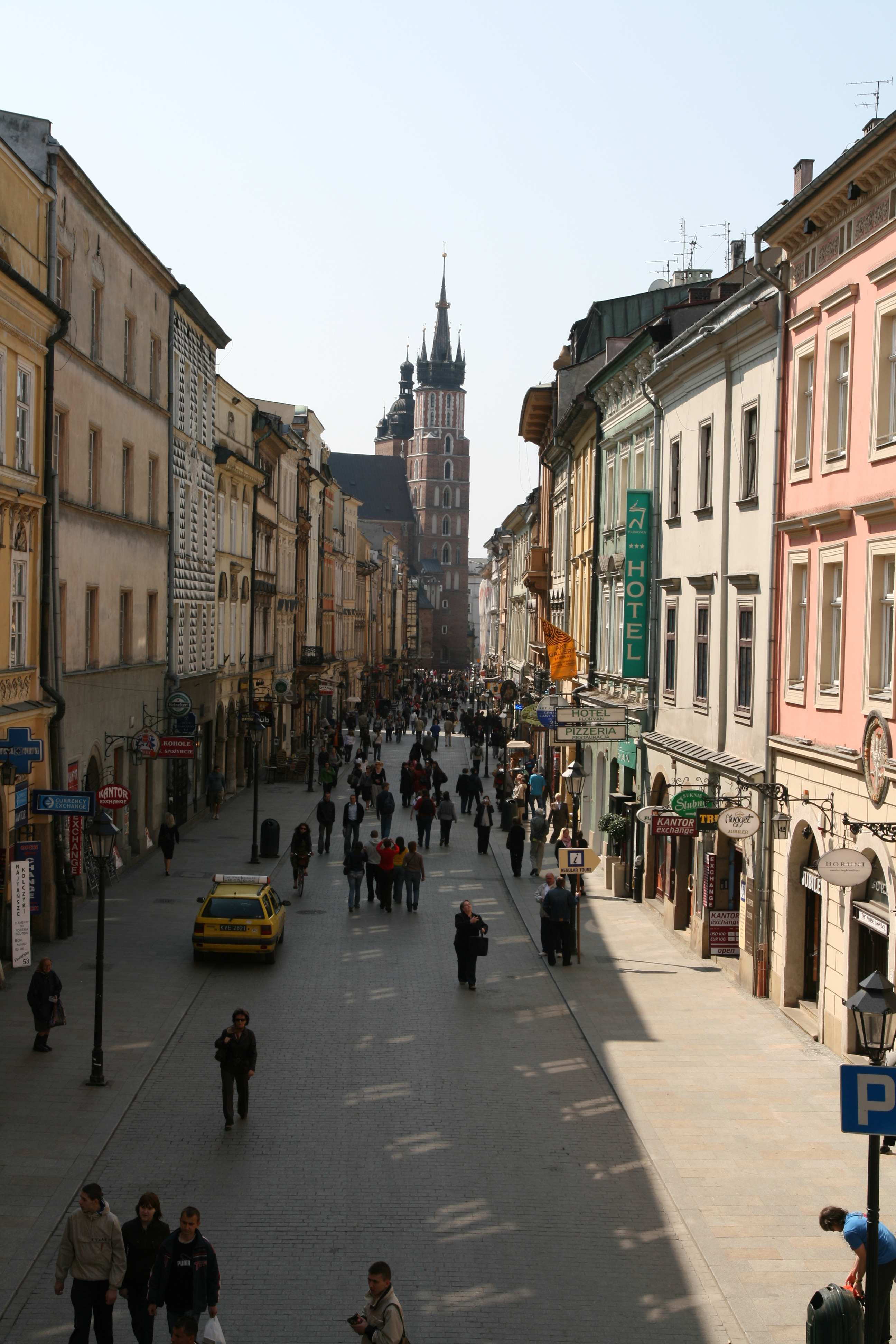
Widok od Bramy Floriańskiej.
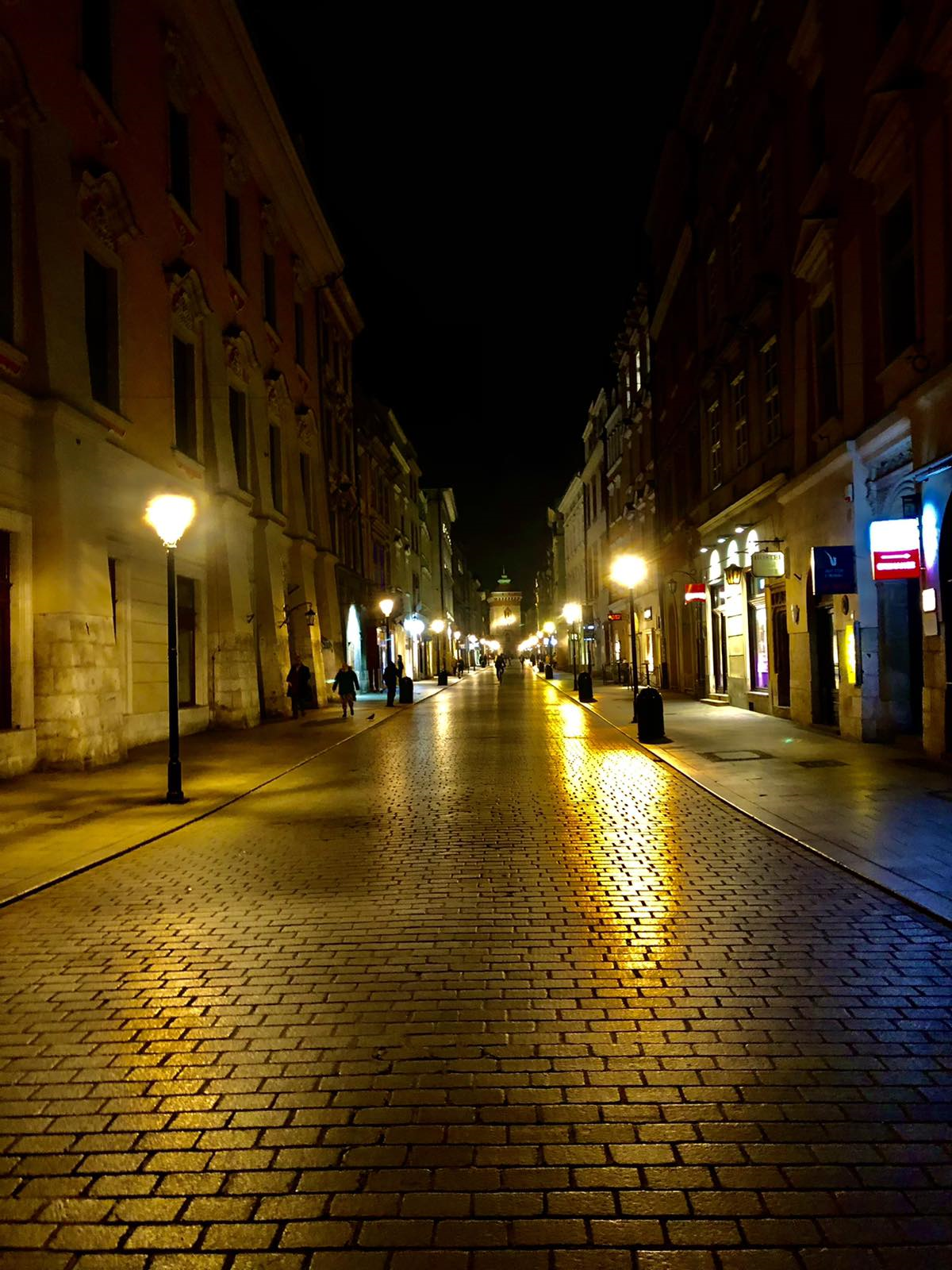
Ulica Floriańska nocą

## Kamienice

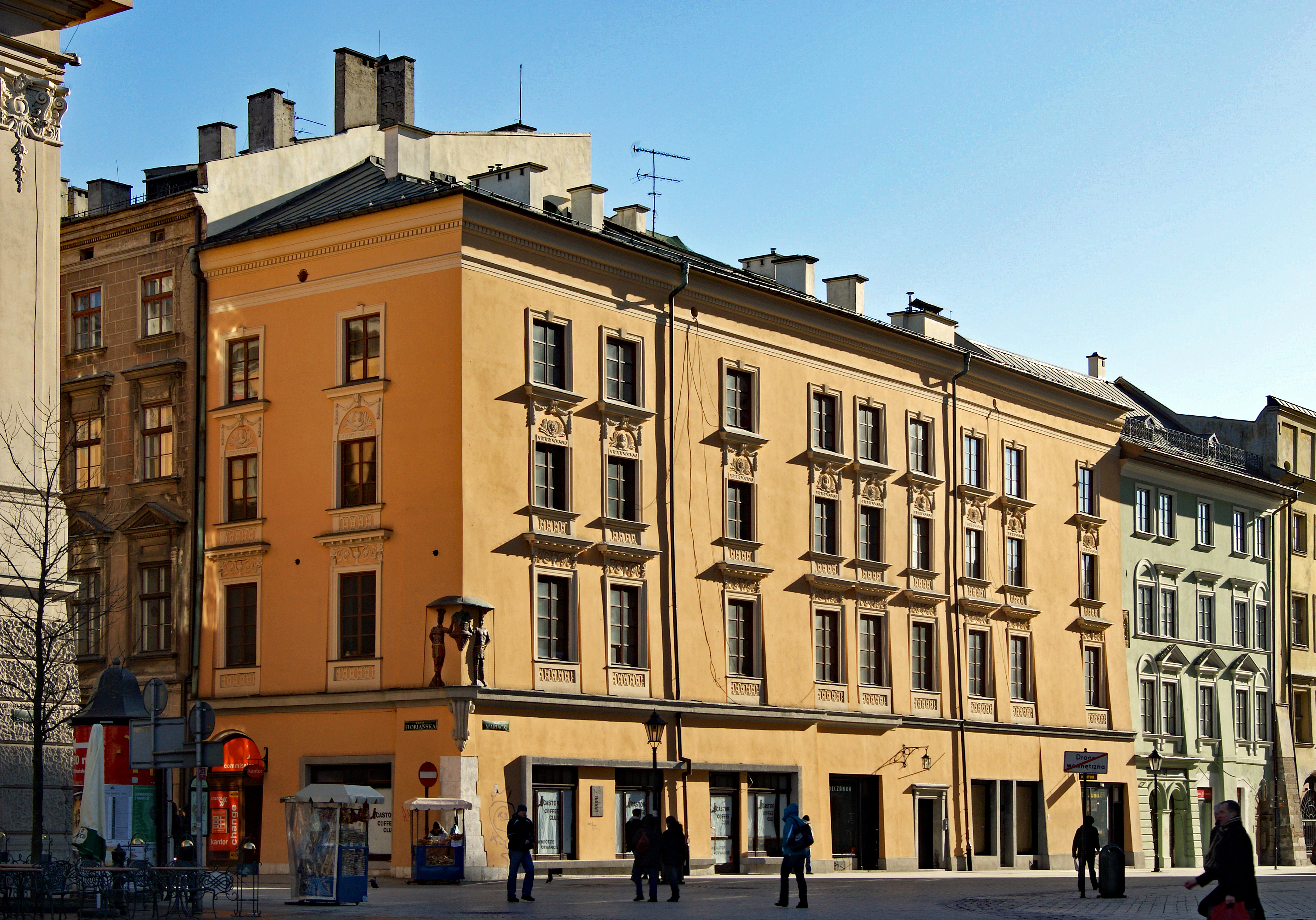
ul. Floriańska 1 Kamienica Pod Etiopy
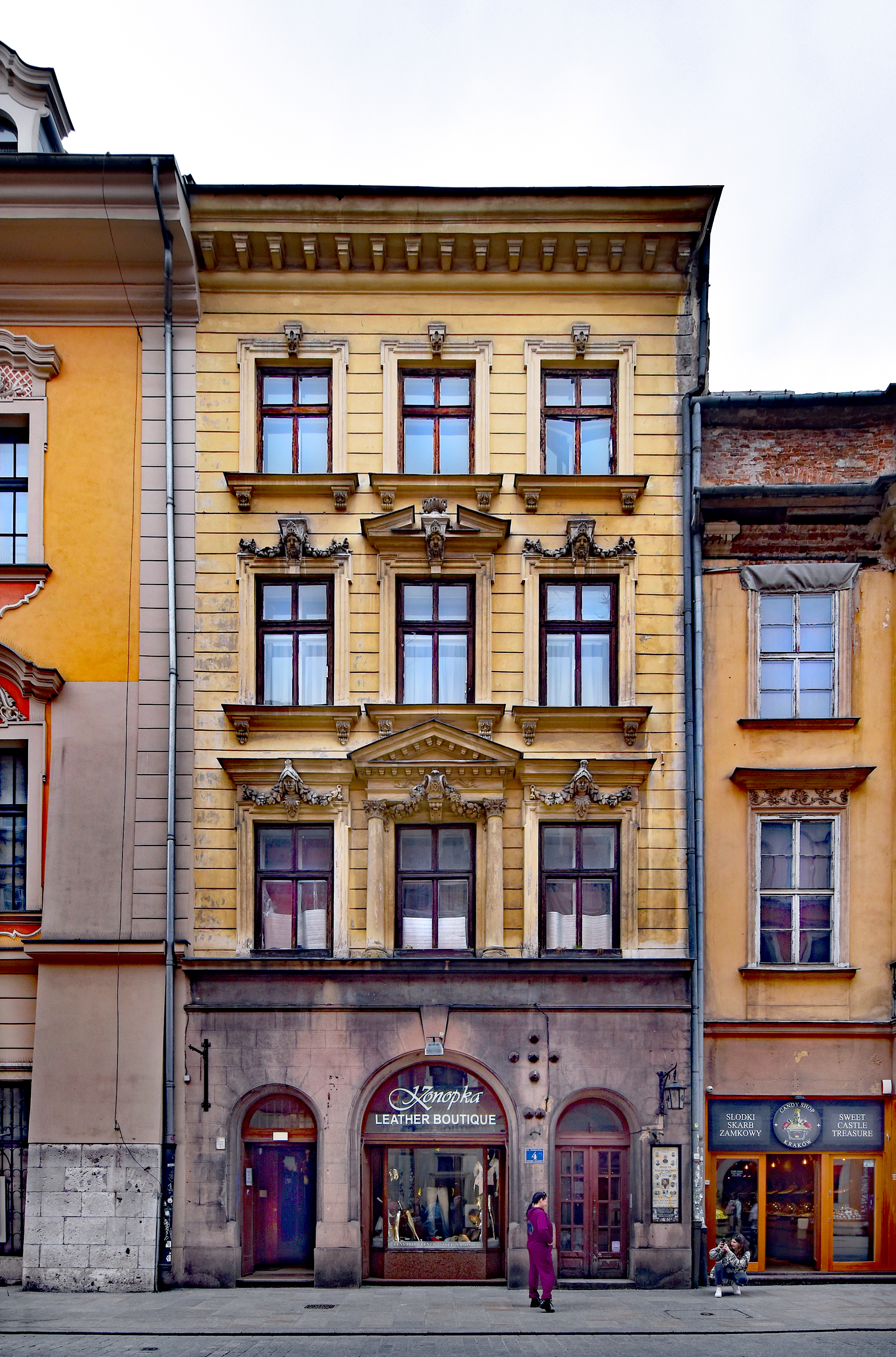
ul. Floriańska 4 Kamienica Pernusowska
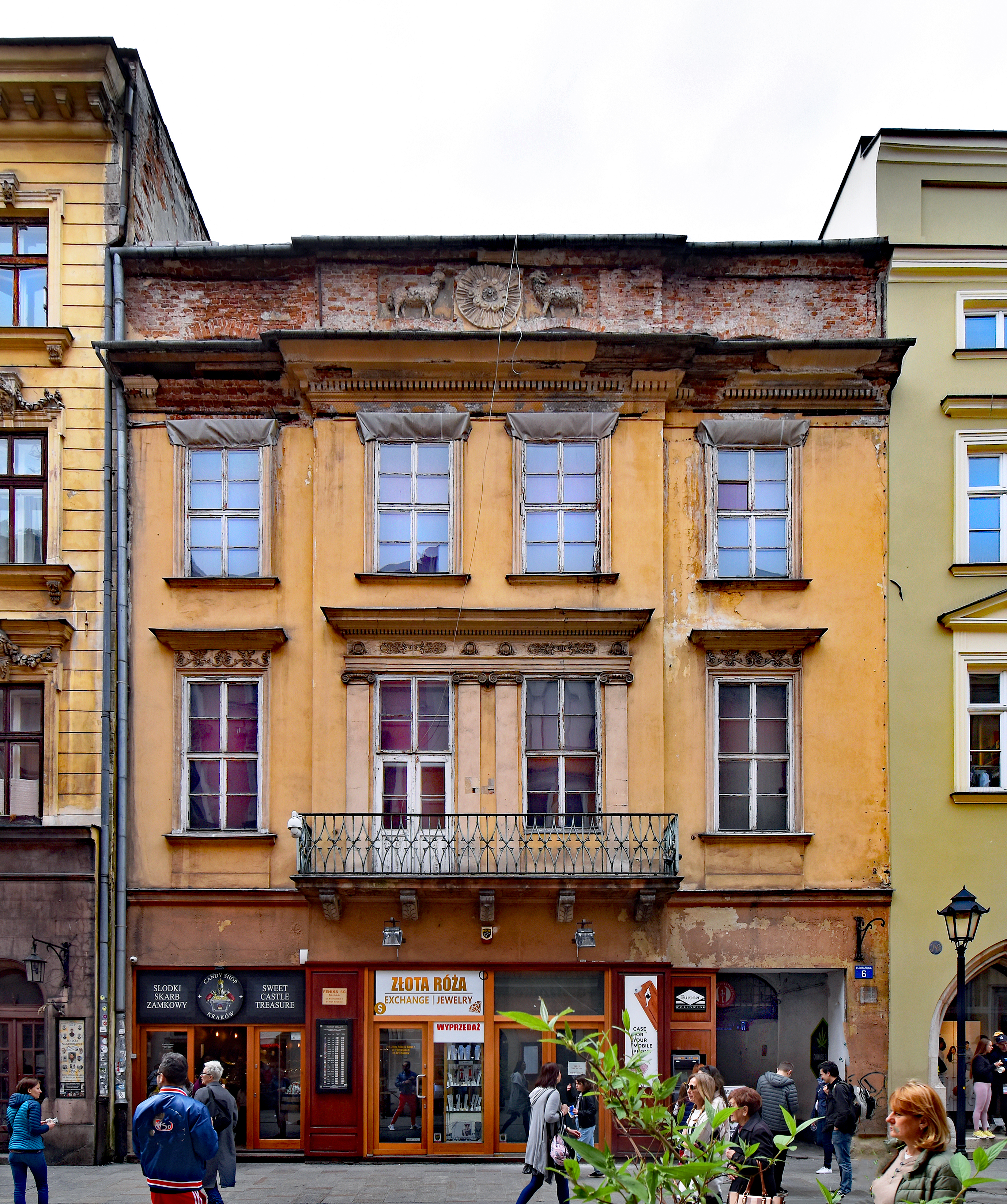
ul. Floriańska 6 Kamienica Pod Okiem Opatrzności
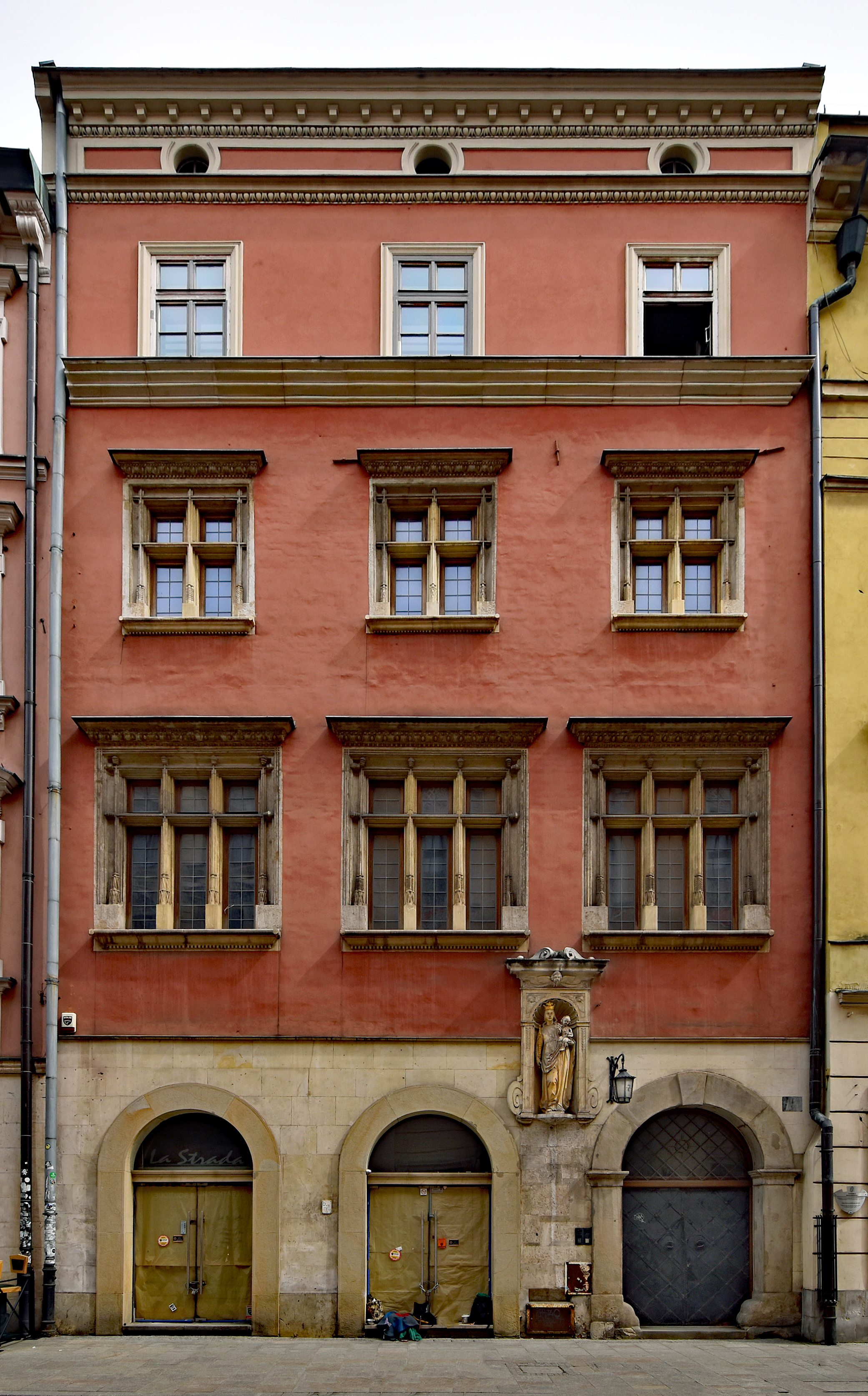
ul. Floriańska 7 Kamienica Pod Matką Boską
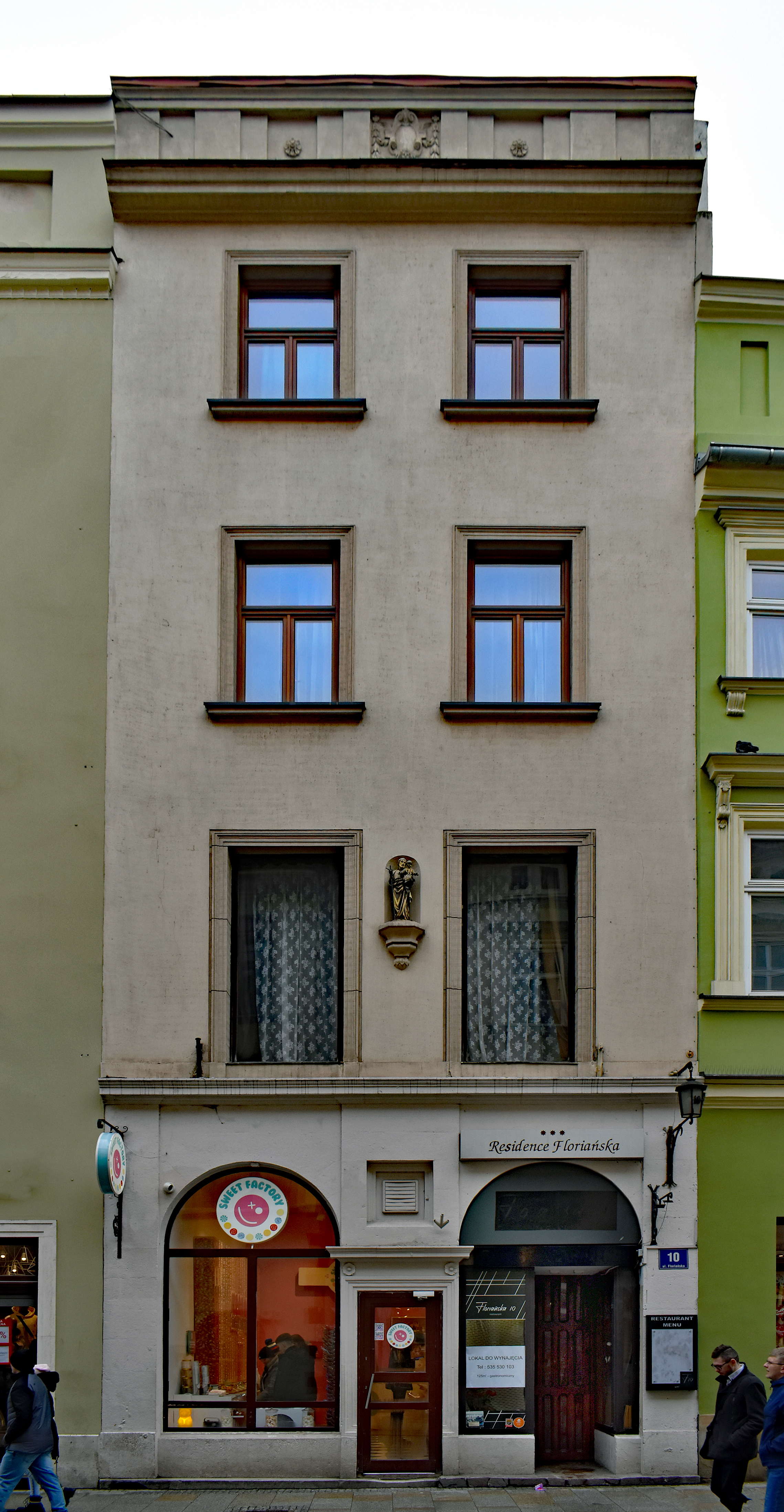
ul. Floriańska 10 Kamienica Barszczowska
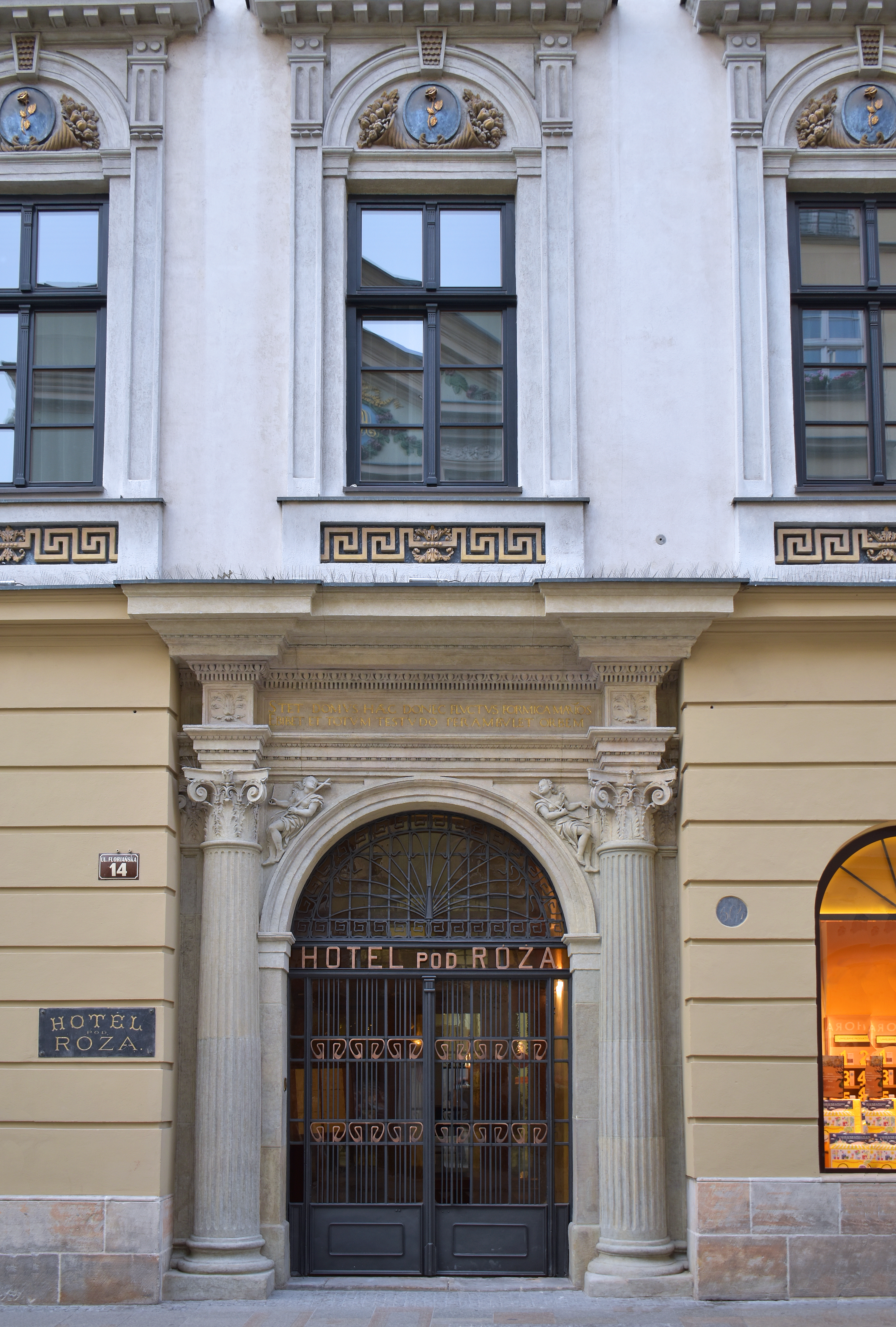
ul. Floriańska 14 Hotel Pod Różą
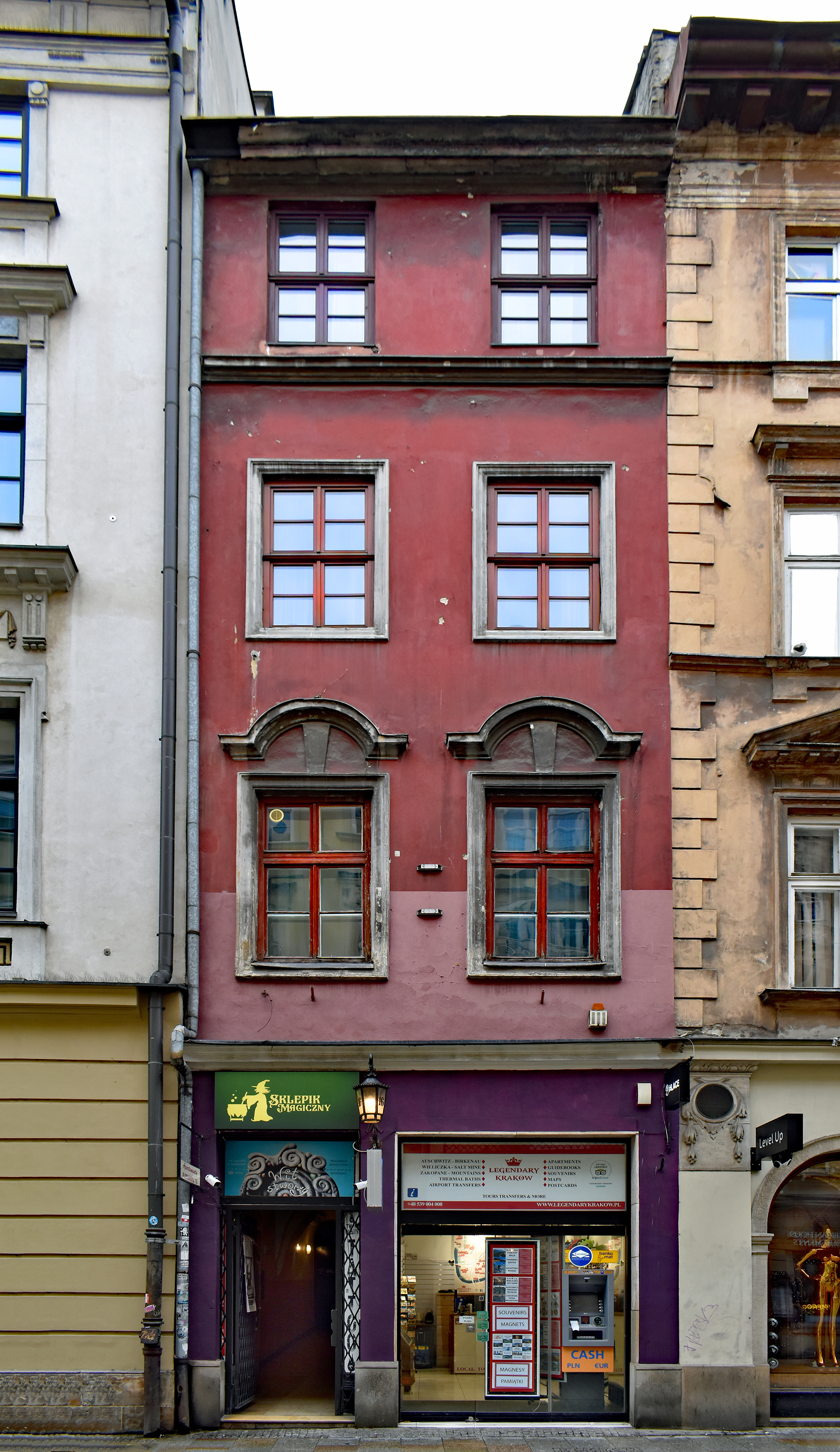
ul. Floriańska 16 Kamienica Ochockich (Dom doktora Gallusa)
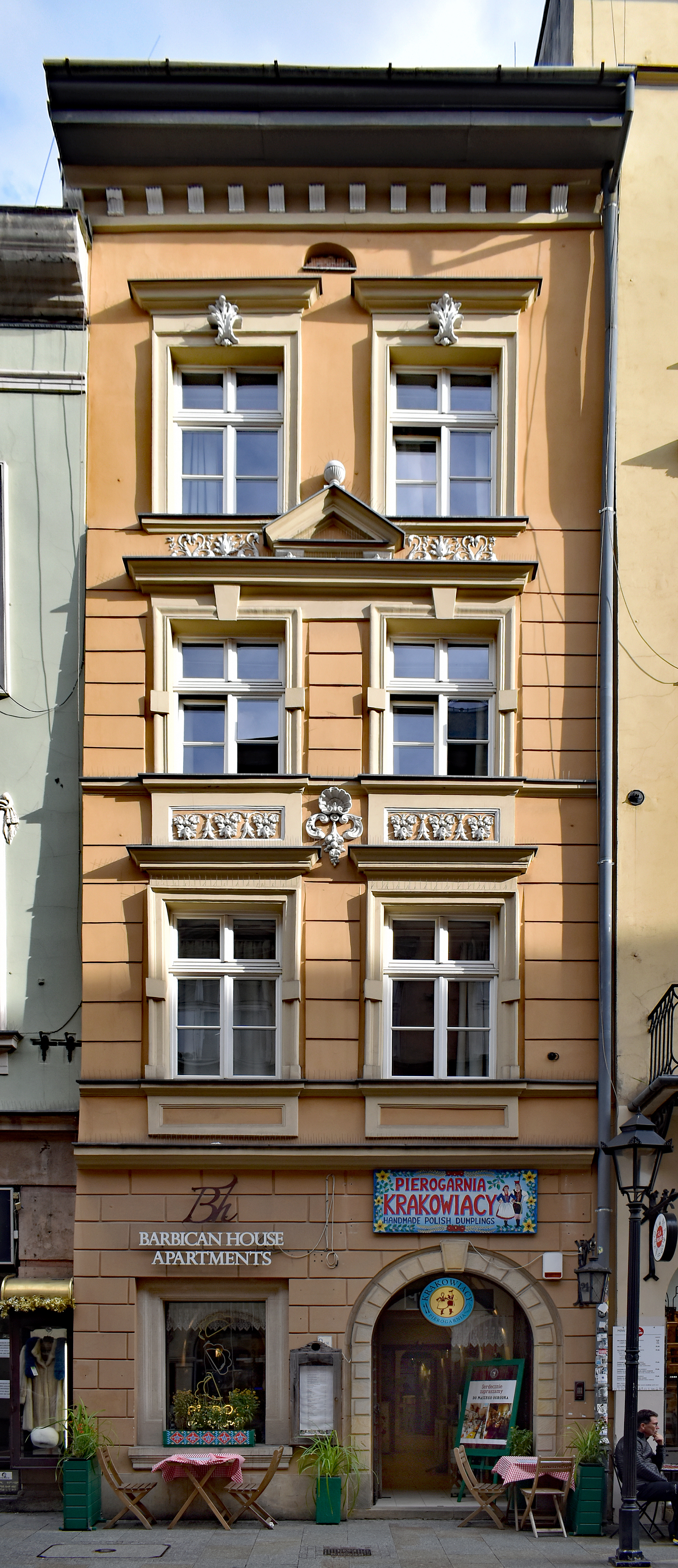
ul. Floriańska 21 Kamienica Pinkarusowska
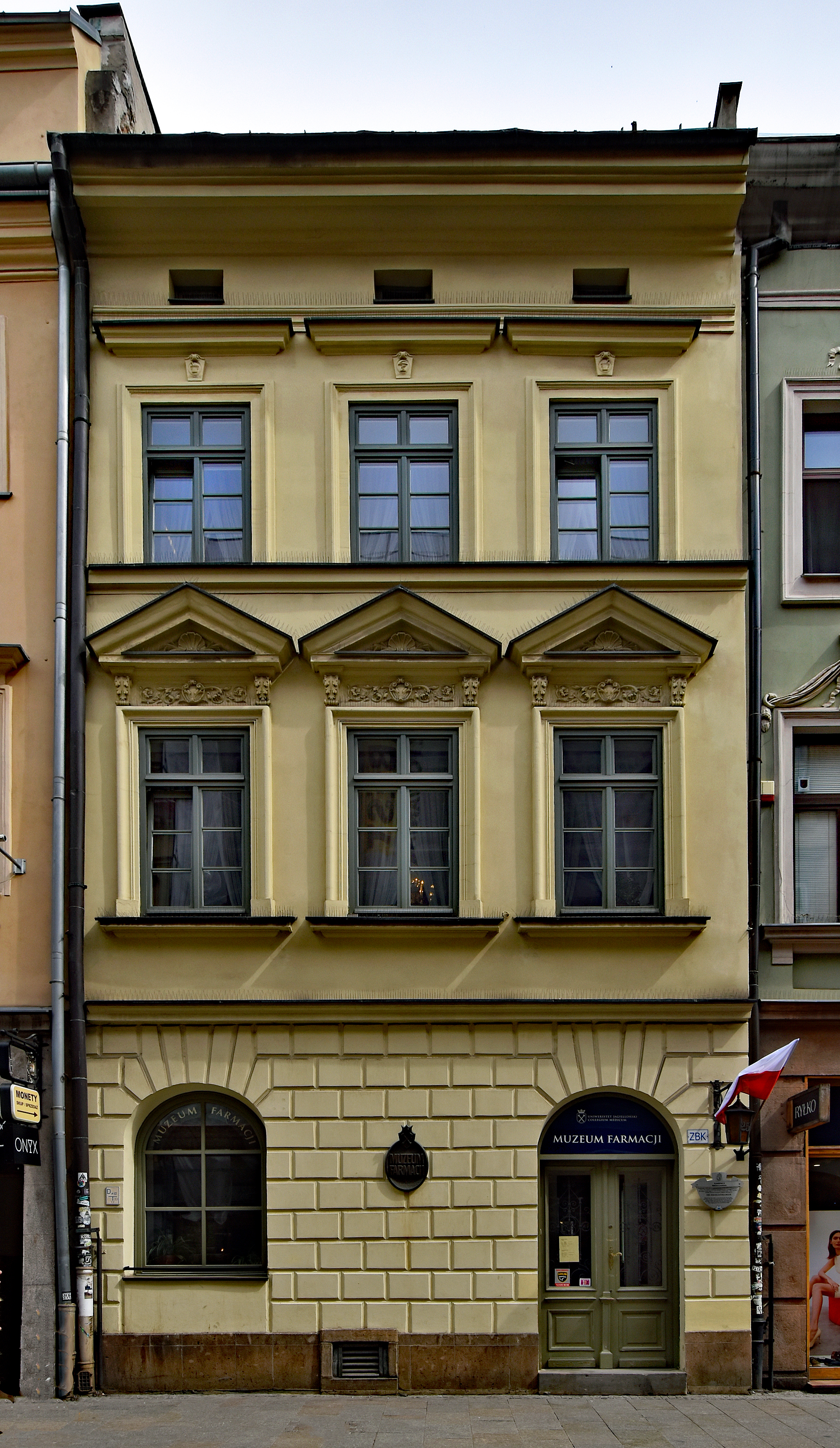
ul. Floriańska 25 Kamienica Pod Świętą Teklą
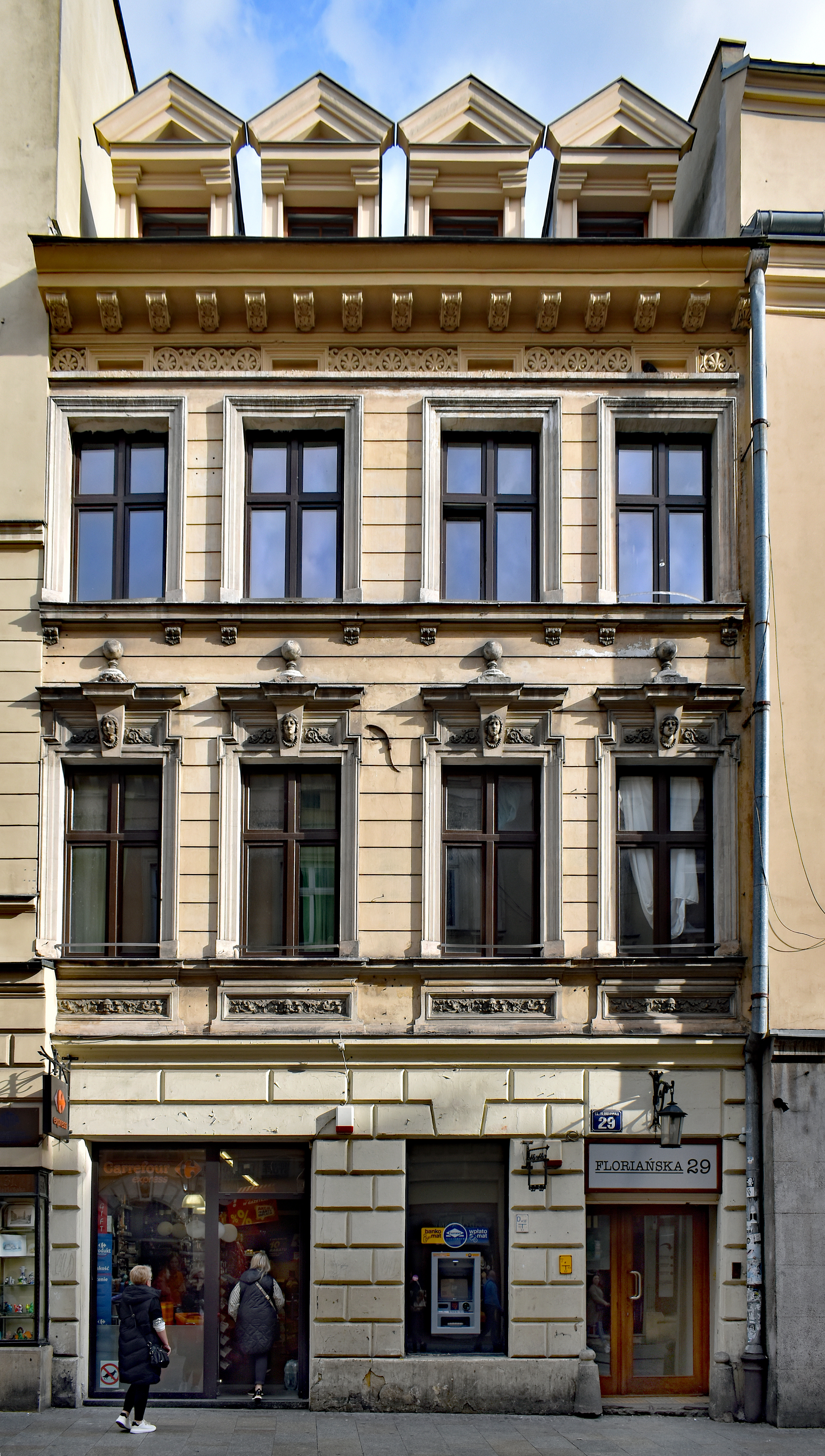
ul. Floriańska 29
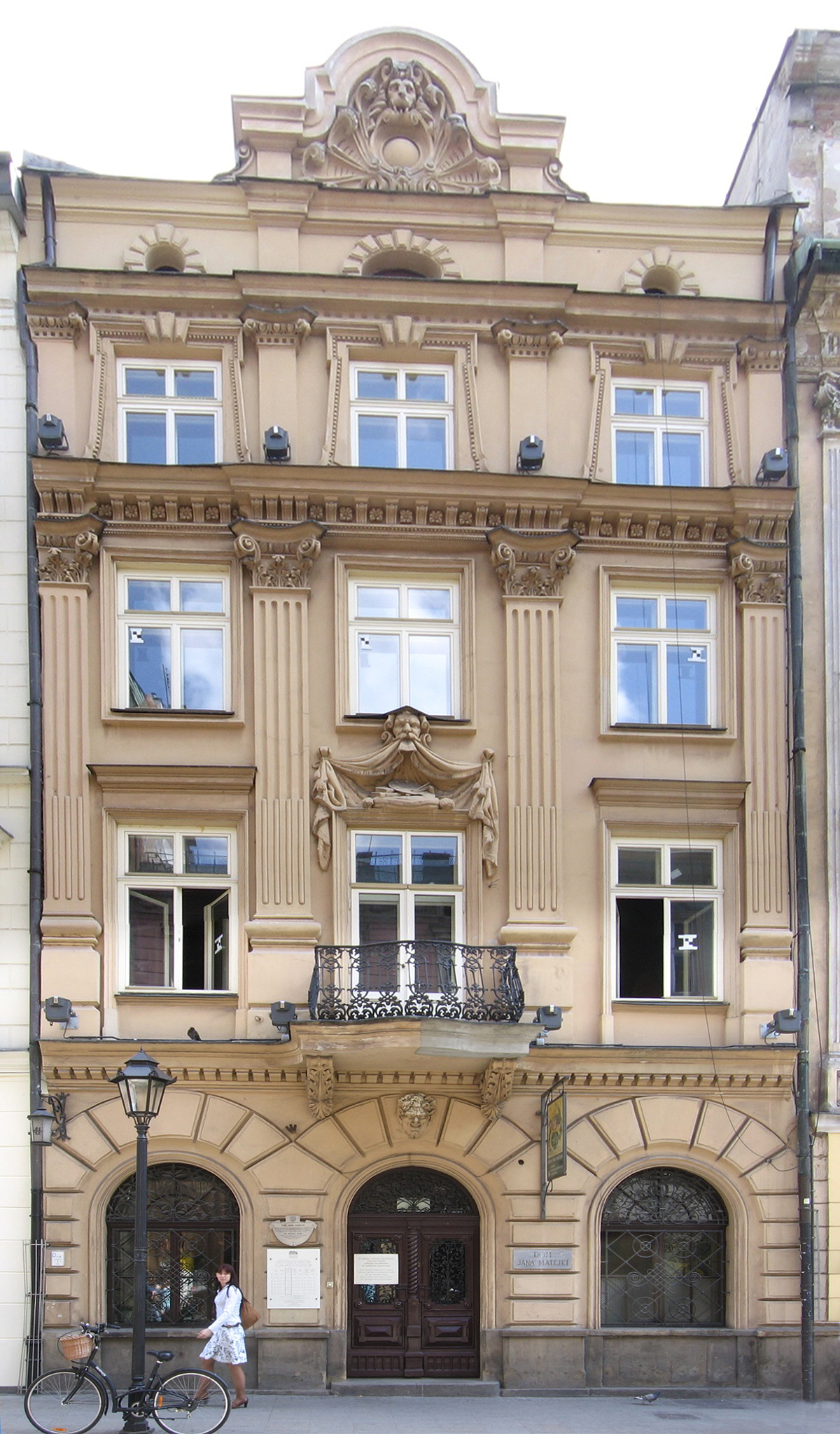
ul. Floriańska 41 Dom Jana Matejki
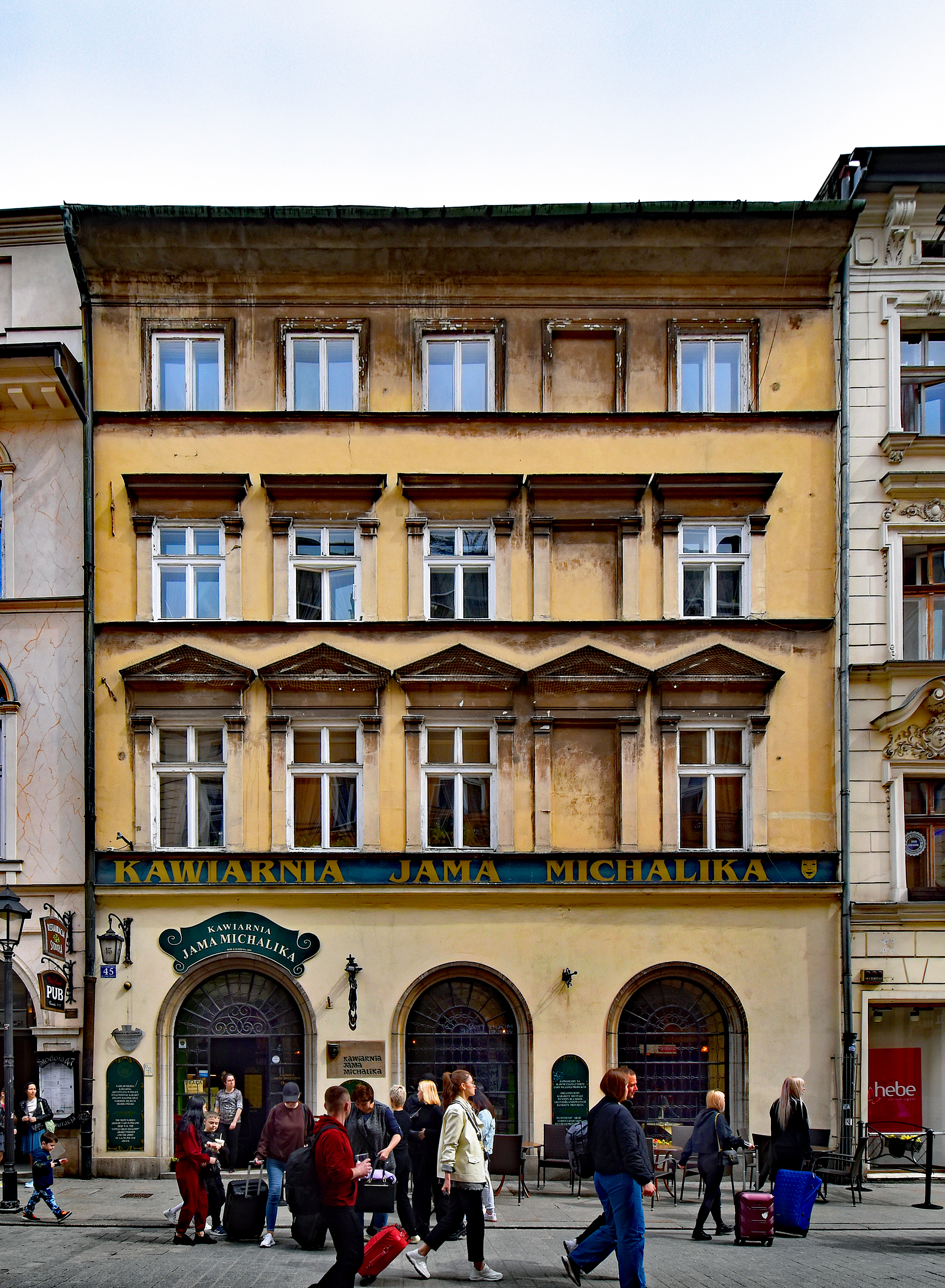
ul. Floriańska 45 Kamienica Bełzińska
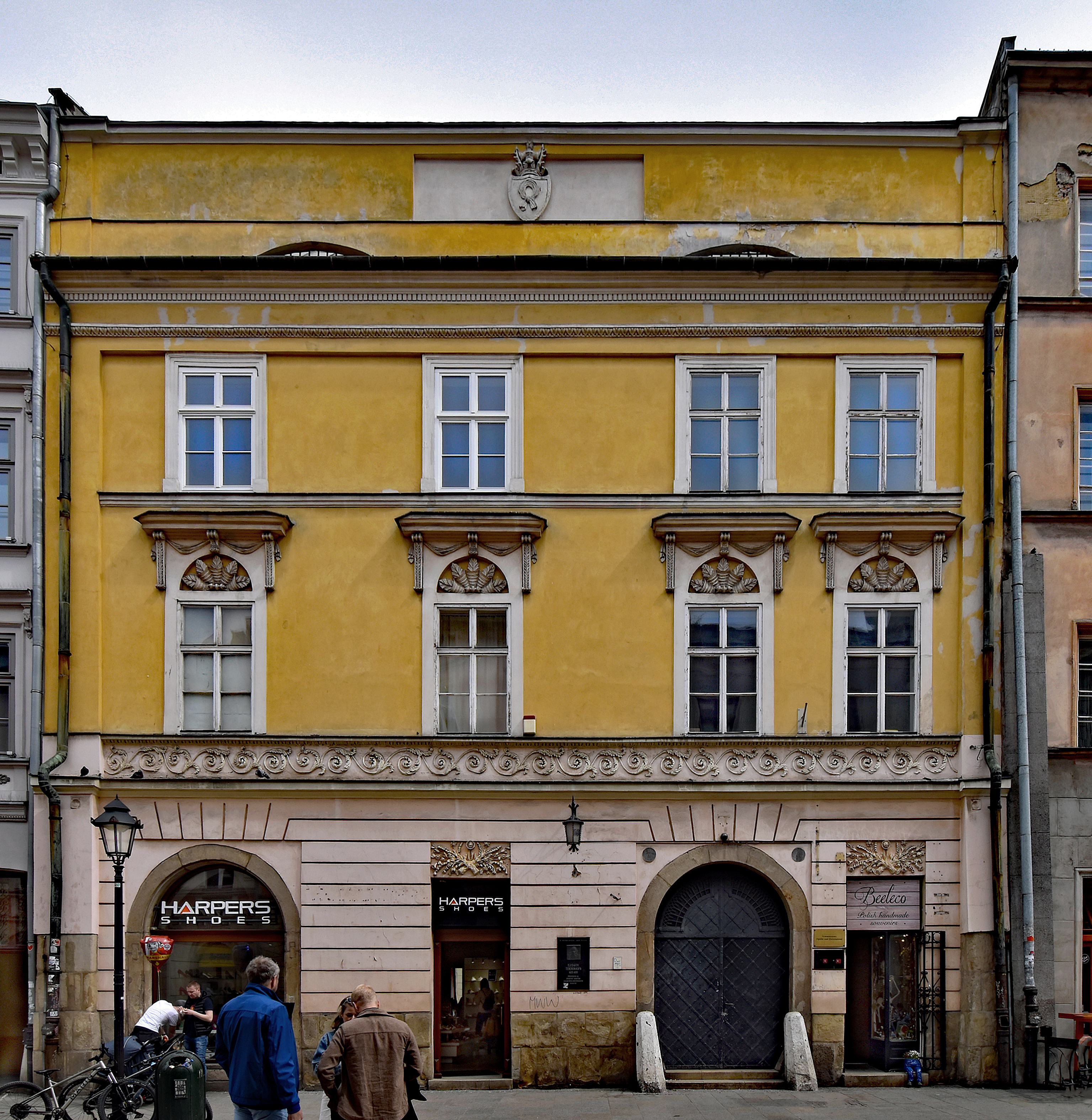
ul. Floriańska 53
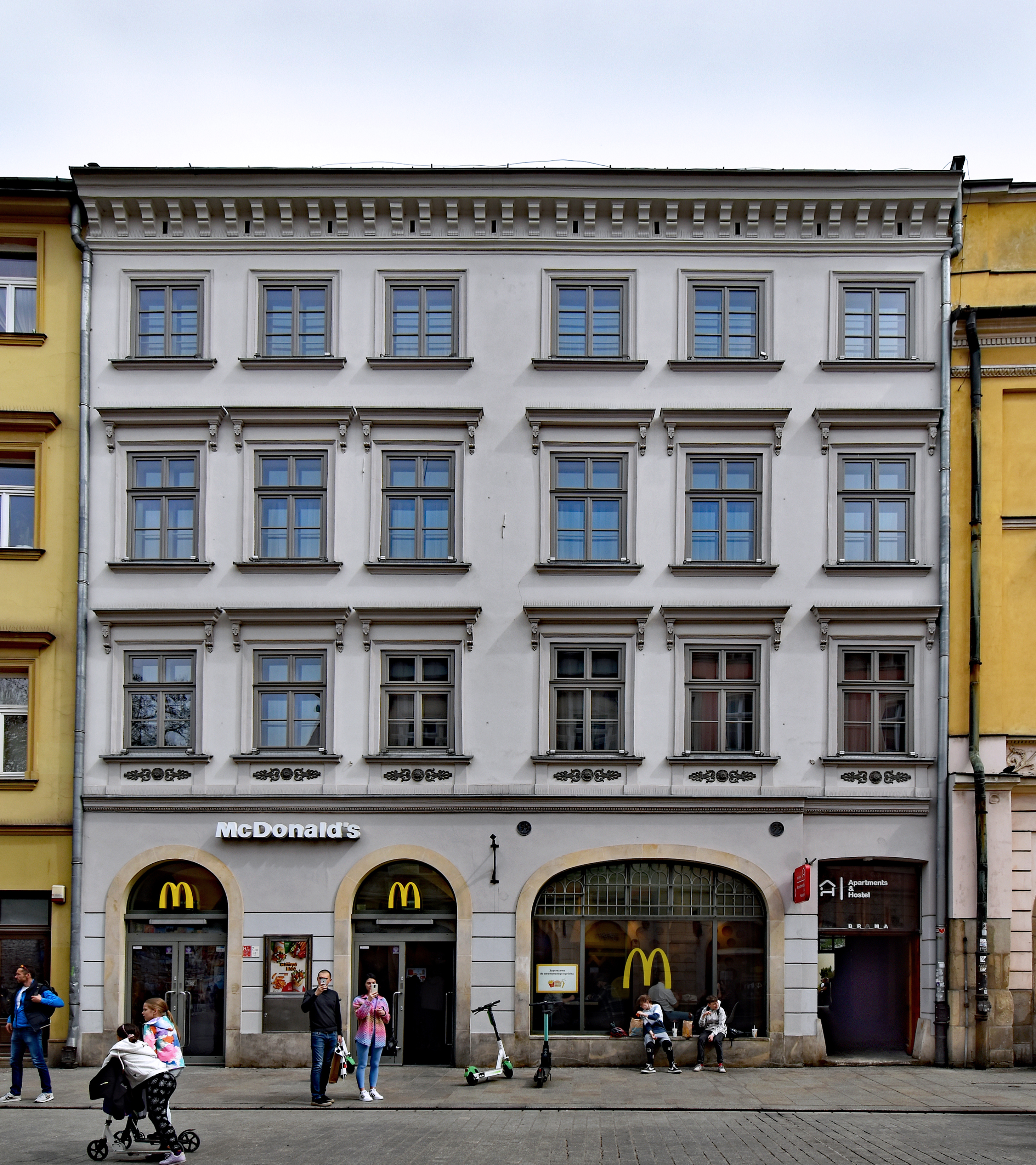
ul. Floriańska 55